# Мой домашний динозавр
«Мой домашний динозавр» (англ. The Water Horse: Legend of the Deep — досл. «Водяной конь: легенда глубин») — семейный фильм в жанре фэнтези, снятый в 2007 году. Премьера состоялась 25 декабря 2007 года.
Слоган — «Всё большое начинается с малого».

## Сюжет
В современной Шотландии двое туристов встречают в баре старика, который рассказывает им историю о Лох-Несском чудовище.
1942 год. Мальчик по имени Ангус живёт в большом поместье на берегу озера Лох-Несс со своей матерью и сестрой. Однажды собирая ракушки на озере он находит загадочное яйцо, которое прячет в сарае. Позднее из этого яйца вылупляется существо, Ангус называет его Крузо. Об этом он делится с сестрой.
В это время в дом к Ангусу приходят военные и разбивают на территории дома лагерь, для того чтобы следить за подводными лодками немцев. Потом к ним приезжает рабочий по имени Льюис. По началу их отношения с Ангусом не заладились, но позже Льюис случайно обнаружил Крузо и встал на сторону ребят — не рассказывать об этом никому. Он рассказал детям древнюю сказку, что это динозавр, который откладывает одно единственное яйцо, и затем умирает. Между тем динозавр начинает очень быстро расти и его уже очень сложно скрывать в сарае. Ангус и Льюис решают перевести динозавра в озеро. Ангус часто приходит на озеро к Крузо. Плезиозавр помогает мальчику преодолеть фобию к воде, и после этого мальчик начинает ездить на спине у Крузо. Однажды двум рыбакам удается увидеть Крузо. Они пытаются сделать фотографии существа. В это время на озере происходят бомбардировки, и они решают сделать поддельные фотографии. После этих фотографий Крузо начинают именовать Лох-Несским чудовищем. Фотографии вызывают интерес у нескольких солдат, которые пытаются убить Крузо. Ангус уговаривает Крузо, чтобы тот уплыл в безопасное место. Динозавр уплывает, и Ангус больше его не видел, хотя многие утверждали, что видели его.
В конце фильма выясняется, что рассказчиком является сам Ангус.
Финальная сцена фильма — приехавший мальчик находит на берегу яйцо.

## В ролях
| Актёр          | Роль                     |
| -------------- | ------------------------ |
| Алекс Этел     | Ангус МакМороу           |
| Эмили Уотсон   | Анна МакМороу мать       |
| Бен Чаплин     | Льюис                    |
| Дэвид Моррисси | Томас Хемилтон капитан   |
| Крэйг Холл     | Чарли МакМороу           |
| Приянка Кси    | Кристина МакМороу сестра |
| Брайан Кокс    | старик Ангус             |
| Маршалл Напье  | Малкер сержант           |
| Эролл Шанд     | Лейтенант                |

## Факты
- Съёмки проходили с 8 мая по 4 сентября в Новой Зеландии, Шотландии и США.
- Большая часть съёмок проходила в Новой Зеландии в городе Куинстауне у озера Уакатипу[1].
- Сцены внутри и вокруг усадьбы семьи МакМороу были сняты в жилом доме и жильцы дома продолжали там жить, в то время как съемочная группа снимала там[2].

### Хронологические неточности
В фильме существуют несколько хронологических неточностей:
- Действие происходит в 1942 году, а у Ангуса уже есть игрушка — корабль «SS United States», который был построен лишь в 1952 году.
- В фильме два рыбака делают знаменитое фото, именуемое «Фотоснимок хирурга», но эта фотография была сделана намного раньше, в 1934 году.

## Премьеры и сборы
- США, Мексика, Канада, Япония — 25 декабря 2007 года
- Австралия — 10 января 2008 года
- Италия, Япония — 15 января 2008 года
- Бельгия — 30 января 2008 года
- Бразилия, Венесуэла — 1 февраля 2008 года
- Аргентина, Германия, Кувейт — 7 февраля 2008 года
- Австрия, Великобритания, Ирландия — 8 февраля 2008 года
- Франция — 13 февраля 2008 года
- Нидерланды, Панама — 14 февраля 2008 года
- Китай — 16 февраля 2008 года
- Швейцария — 20 февраля 2008 года
- Польша — 22 февраля 2008 года
- Ливан, Россия, Сингапур — 6 марта 2008 года
- Испания — 7 марта 2008 года
- Израиль, Южная Корея — 20 марта 2008 года
- Колумбия — 21 марта 2008 года
- Индия — 4 апреля 2008 года
- Гонконг — 10 апреля 2008 года
- Турция — 18 апреля 2008 года
- Пакистан — 25 апреля 2008 года
- Норвегия — 2 мая 2008 года
- Греция — 12 мая 2008 года
- Швеция — 23 мая 2008 года

Кассовые сборы
В первую неделю показа фильм собрал около $9 млн. По состоянию на октябрь 2010 года фильм собрал $103,071,443 из них в США $40.4 и $62.1 в прокате в других странах.

## Критика
Фильм получил по большей части положительные отзывы от критиков. На сайте Rotten Tomatoes фильм получил в 73 % положительных отзывов от критиков (56 обзоров) . На сайте Metacritic фильм получил средний бал 73 из 100 (16 обзоров).